# Jean-François Soitoux

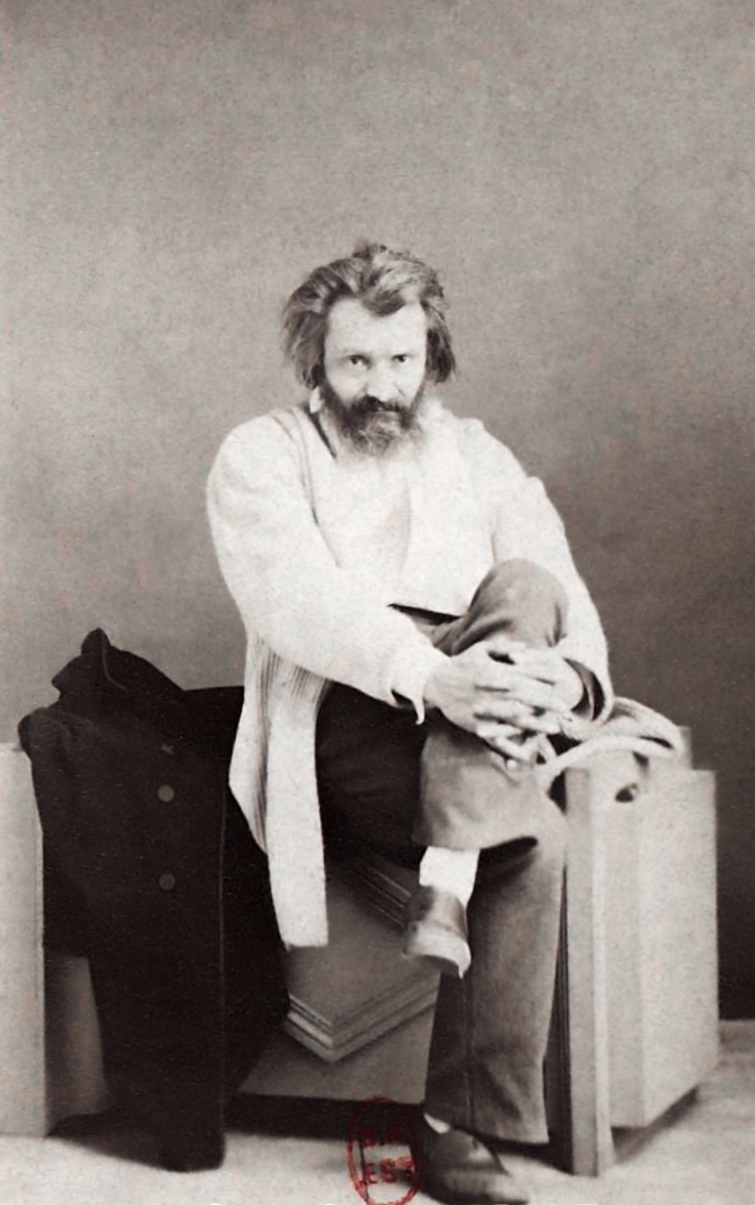
Jean-François Soitoux

Jean-François Soitoux (* 5. September 1824 in Besançon; † 21. Mai 1891 in Paris) war ein französischer Bildhauer.

## Leben und Werk
Jean-François Soitoux war ein Schüler von Jean-Jacques Feuchère und David d’Angers. 1850 debütierte er auf dem Salon mit der Statue La République und erhielt dafür den ersten Preis, doch verzögerte sich die Ausführung und Aufstellung der Skulptur bis 1880. Im gleichen Jahr  wurde er zum Ritter der Ehrenlegion (Chevalier de la Légion d’honneur) ernannt.
Weitere Werke:
- eine äußerst lebens- und charaktervolle Büste von Paul de Flotte
- der Genius des Kampfes (für den neuen Louvre)
- Standbild  Michel de Montaigne
- Standbild Denis Papin
- Die schöpferische, materielle und intellektuelle Kraft (Reliefs)
- Statuen der Musen Erato und Clio für die Tuilerien (1866).